# Rhynchosia nyasica
Rhynchosia nyasica är en ärtväxtart som beskrevs av John Gilbert Baker. Rhynchosia nyasica ingår i släktet Rhynchosia och familjen ärtväxter. Inga underarter finns listade i Catalogue of Life.